# Grocholub
Grocholub (polnisch Grocholub) ist ein Ort in der Landgemeinde Walzen (Walce ) im Powiat Krapkowicki der Woiwodschaft Opole in Polen.

## Geographie
Das Angerdorf Grocholub liegt drei Kilometer nordöstlich von Walzen, zehn Kilometer südöstlich von Krapkowice (Krappitz) und 32 Kilometer südlich von Opole (Oppeln) in der Nizina Śląska (Schlesische Tiefebene). Ortsteil von Grochulub ist die Kolonie Swornica (Kolonie Erbersdorf).
Nachbarorte von Grocholub sind im Nordosten Straduna (Stradunia ), im Osten Kamionka (Kamionka) und im Südwesten Walzen (Walce).

## Geschichte

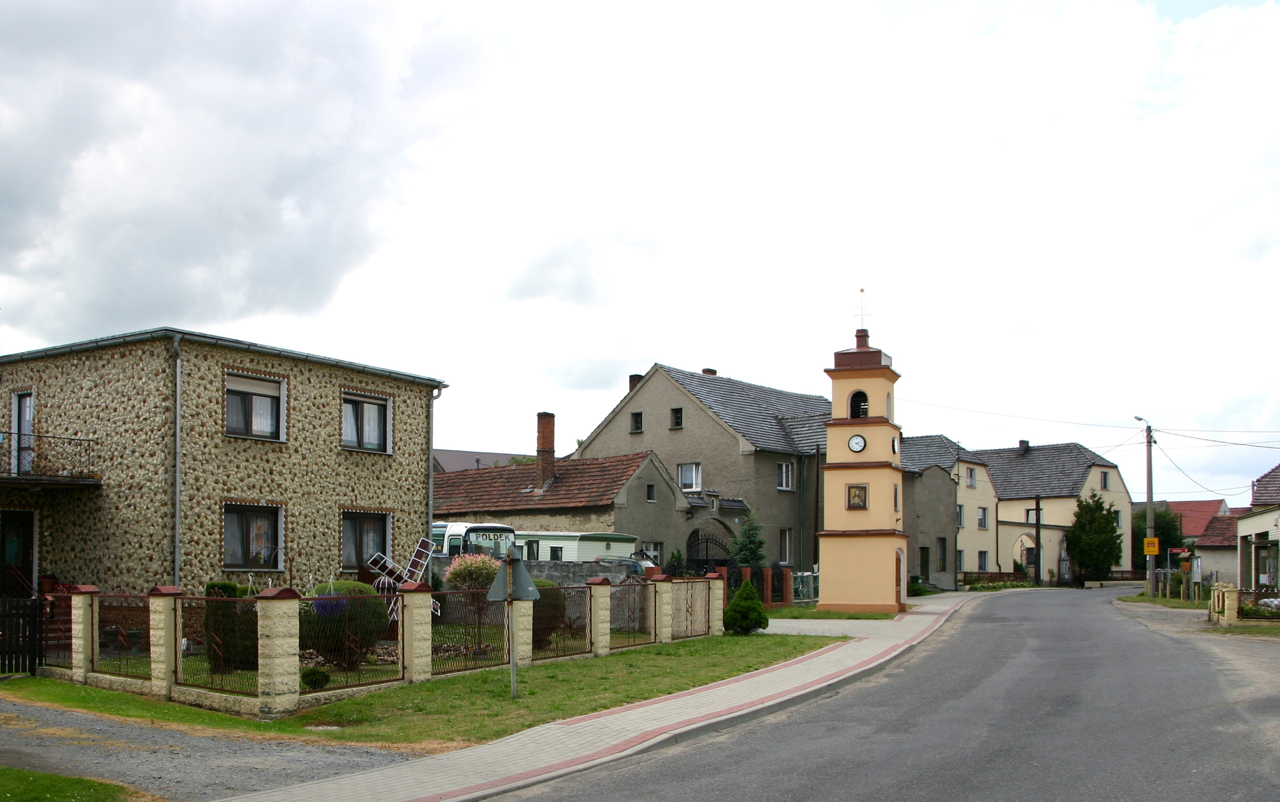
Ortspartie mit Glockenkapelle

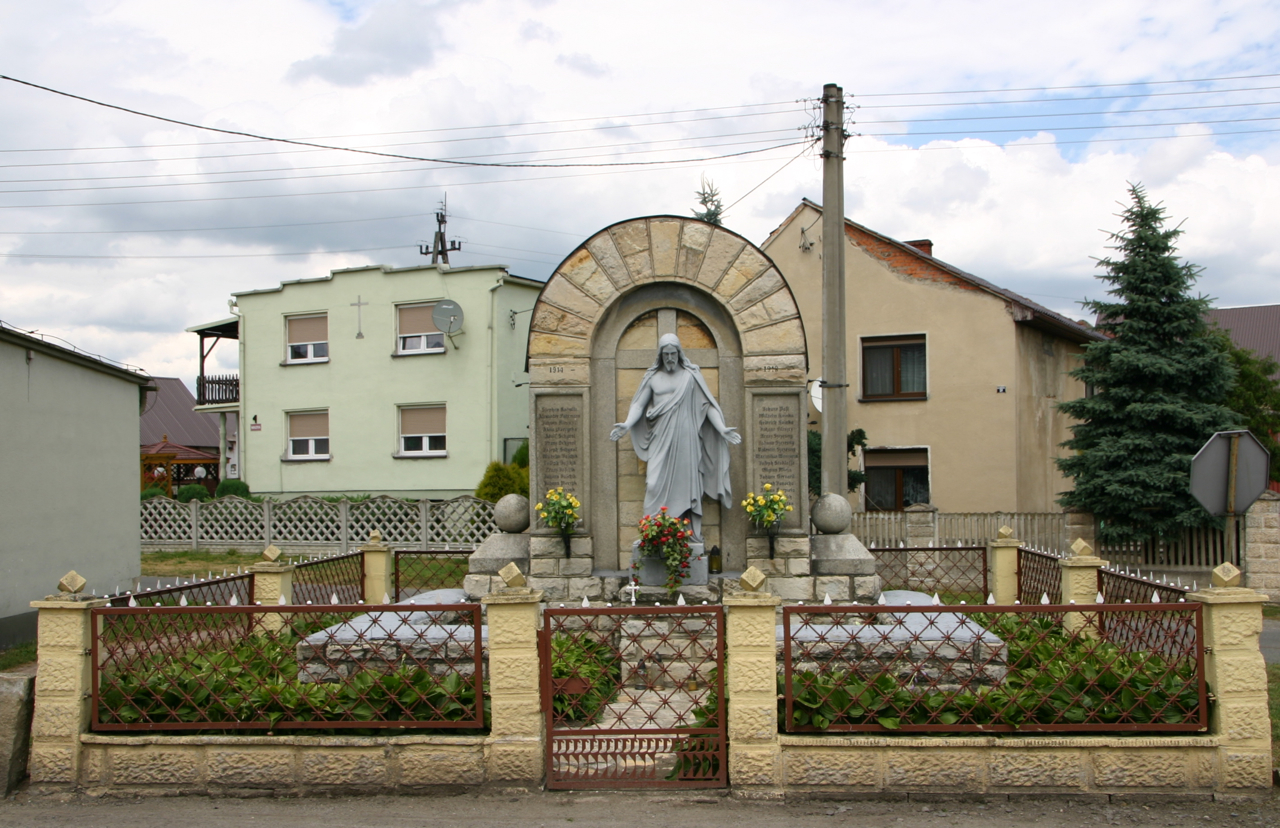
Gefallenendenkmal

Grocholub wurde 1228 erstmals urkundlich als Grocholuba erwähnt. 1534 erfolgte eine Erwähnung als Chrocholow.
Nach der Neuorganisation der Provinz Schlesien gehörte die Landgemeinde Grocholub ab 1816 zum Landkreis Neustadt O.S. im Regierungsbezirk Oppeln. 1842 wurde im Ort eine Schule eingerichtet. 1845 bestanden im Ort ein Vorwerk, ein Wirtshaus, eine katholische Schule und 69 Häuser. Im gleichen Jahr lebten in Grocholub 431 Menschen, davon drei evangelisch. 1861 zählte Grocholub 17 Bauern, 16 Gärtner und 41 Häusler sowie eine Brennerei. Die katholische Schule zählte im gleichen Jahr 82 Schüler. 1874 wurde der Amtsbezirk Twardawa gegründet, welcher die Landgemeinden Dobersdorf und Twardawa und die Gutsbezirke Dobersdorf und Twardawa umfasste.
Bei der Volksabstimmung in Oberschlesien am 20. März 1921 stimmten 276 Wahlberechtigte für einen Verbleib bei Deutschland und 58 für Polen. Grocholub verblieb beim Deutschen Reich. 1933 lebten im Ort 556 Einwohner. Am 15. Juni 1936 wurde der Ort in Erbersdorf umbenannt. 1939 hatte der Ort 553 Einwohner. Bis 1945 befand sich der Ort im Landkreis Neustadt O.S.
Infolge des Zweiten Weltkrieges kam der Ort 1945 unter polnische Verwaltung, wurde in Grocholub umbenannt und der Woiwodschaft Schlesien angeschlossen. 1950 kam der Ort zur Woiwodschaft Opole. 1999 kam der Ort zum wiedergegründeten Powiat Krapkowicki. Am 4. April 2006 wurde in der Gemeinde Walzen, der Grocholub angehört, Deutsch als zweite Amtssprache eingeführt.

## Sehenswürdigkeiten
- Denkmal für die Gefallenen beider Weltkriege
- Wegekapelle mit Glockenturm
- Wegekapelle mit Nepomukstatue
- Wegekapelle mit Marienstatue
- Steinernes Wegekreuz

## Vereine
- Deutscher Freundschaftskreis
- Freiwillige Feuerwehr OSP Grochulub

## Söhne und Töchter des Ortes
- Franz Benedict Suchan (1806–1871), Mitglied der Frankfurter Nationalversammlung